# Цирхе
Цирхе (рос. Цирхе) — село Агульського району, Дагестану Росії. Входить до складу муніципального утворення Сільрада Амухська.
Населення — 10 (2010).

## Історія
У 1926 році село належало до Лакського району.

## Населення
За даними перепису населення 2002 року в селі мешкало 58 осіб. В тому числі 32 (55.17 %) чоловіків та 26 (44.82 %) жінок.
Переважна більшість мешканців — агульці (86 % від усіх мешканців). У селі переважає агульська мова.
У 1926 році в селі проживало 174 осіб, серед яких 174 агулів (100 %).